# Хуннское письмо
Хуннское письмо — письмо, возможно существовавшее для записи хуннского языка (то есть гуннского).

## Доказательства
Бесспорных доказательств существования хуннского письма не существует, однако некоторые китайские тексты могут быть истолкованы как содержащие указания на него.
Так, упоминается, что при Лаошан-шаньюе в составе китайского посольства прибыл евнух Юэ. Насильно посланный, он не захотел возвратиться на родину, решив остаться у хунну. «Юе научил шаньюевых приближенных завести книги, чтобы по числу обложить податью народ, скот и имущество».
В «Истории Троецарствия» сообщается об обмене посольствами между Китаем и Фунанью, царством в Камбодже. Китайское посольство посетило Фунань между 245 и 250 гг., и вернувшись, участник его, Кань Тай, сообщая сведения о царстве Фунань, заявил: «Они имеют книги и хранят их в архивах. Их письменность напоминает письменность хуннов». Фунаньцы употребляли индийское письмо. Впрочем, существует мнение, что под «ху» оригинального текста понимаются кушаны, а в Средней Азии, как известно, действительно использовалось индийское письмо. Также есть мнение, что хунны пользовались рунами. Такие тексты могут говорить о культурных связях хунну с Западом.